# Hello! Project Kids
Hello! Project Kids (ハロー！プロジェクト・キッズ Harō! Purojekuto Kizzu?), a veces abreviado como H!P Kids, fue un grupo de 15 chicas escogidas entre 27,958 candidatas. Los resultados de la audición se anunciaron en el episodio de Hello! Morning del 30 de junio de 2002. Hello! Project Kids luego se dividió en dos grupos: Berryz Koubou y ℃-ute. Al 30 de junio de 2017, todos los kids se graduaron o dejaron Hello! Project como miembros, aunque varios permanecen asociados como personal.

## Historia

### 2002-2003
Las Hello! Project Kids se unieron a Hello! Project en 2002 y consistían en 15 chicas escogidas entre 27,958 candidatas en las audiciones de Hello! Project Kids. Los resultados de la audición se anunciaron en el episodio de Hello! Morning del 30 de junio de 2002. Se les llamaba H!P Kids debido a su joven edad en el momento en el que entraron. Ellas trabajaban en Hello! Project de varias maneras, como bailando en conciertos. Su primera grabación y PV como grupo fue en "Ganbacchae!" en 2003.
En 2003, algunos miembros fueron colocados en grupos liderados por miembros de Morning Musume: Miyabi Natsuyaki y Airi Suzuki  fueron seleccionadas para formar parte de Aa!, mientras que Erika Umeda, Saki Shimizu, Maimi Yajima, Tsugunaga Momoko, y Megumi Murakami empezaron a formar parte de ZYX. Ambas units duraron poco como grupo, y sus actividades pararon cuando mitad de las Hello! Project Kids fueron escogidas para formar Berryz Koubou en 2004.

### 2004-2005
A principios de 2004, ocho miembros fueron escogidos para formar parte del nuevo grupo Berryz Koubou. Las siete chicas restantes siguieron siendo Hello! Project Kids, pero el 11 de junio de 2005, formaron un nuevo grupo llamado ℃-ute.
Todas las Hello! Project Kids participaron en la shuffle unit de 2004 H.P. All Stars.

### 2006
Arihara Kanna se unió a Hello! Project como Hello Pro Egg en 2004 y luego se unió a ℃-ute a principios de 2006. Aun así, ella nunca entró en el grupo de Hello! Project Kids.

### 2007
En julio, Tsugunaga Momoko, Miyabi Natsuyaki y Airi Suzuki formaron Buono!, una unit formada para hacer los openings y endings del anime Shugo Chara! (Pero que después de que finalizara la serie, se convirtió en un grupo independiente).

### 2011
En 2011, Tsunku anunció un nuevo proyecto en Hello! Project. Berryz Koubou y ℃-ute se fusionarían y formarían una unit juntas, BeriKyuu. En noviembre de 2011, BeriKyuu lanzó su sencillo debut llamado Amazuppai Haru ni Sakura Saku.

### 2012
En 2012, Hello! Project Kids alcanzaron su décimo aniversario. El 20 de junio de 2012, BeriKyuu lanzó su segundo sencillo titulado Chou HAPPY SONG. El 30 de junio de 2012, en conmemoración de su décimo aniversario, Hello! Project Kids lanzó un photobook que conmemoraba los diez años que llevaban en Hello! Project.

### 2014
El 2 de agosto, durante el concierto Hello! Project 2014 SUMMER ~KOREZO!~ en el Nakano Sun Plaza, Shimizu Saki anunció que Berryz Koubou entraría en un hiatus indefinido después de su tour de primavera de 2015. Por un año entero, los miembros estuvieron discutiendo el futuro del grupo y todas llegaron a la misma conclusión de ir en un hiatus indefinido para alcanzar sus metas personales.

### 2015
Después de la graduación de Berryz Koubou el 5 de marzo, Tsugunaga Momoko fue la única miembro del grupo que siguió siendo miembro de Hello! Project como manager de juego de Country Girls.

### 2016
El 20 de agosto, se anunció que ℃-ute se disolverá en junio de 2017 en un último concierto en el Saitama Super Arena. Desde febrero, cuando todas las cinco miembros ya tenían al menos 20 años, empezaron a pensar sobre el futuro del grupo. Cuando se les dijo que tendrían un concierto en el Saitama Super Arena, discutieron tres opciones: seguir con el grupo, pero graduarse de Hello! Project; empezar un hiatus; o separarse, la cual eligieron. Como ℃-ute comenzó y creció como parte de Hello! Project, las miembros quieren que el grupo terminé como el "℃-ute de Hello! Project" tras 12 años. Cuando el concierto en el Saitama Super Arena concluya, las miembros comenzarían a perseguir sus metas individuales.
El 5 de noviembre, Tsugunaga Momoko anunció que se graduaría de Country Girls y Hello! Project y se retiraría de la industria del entretenimiento el 30 de junio de 2017 para trabajar como maestra, de la cual ya se había graduado de la universidad en 2014 estudiando educación temprana.

### 2017
Antes de sus graduaciones de Hello! Project, Buono! Realizó su último concierto en el Yokohama Arena el 22 de mayo, titulado, Buono! Live 2017 ~Pienezza!~ .
El 12 de junio, ℃-ute celebró su último concierto en Saitama Super Arena, ℃-ute Last Concert in Saitama Super Arena ~Thank you team℃-ute~. 
El 30 de junio, Tsugunaga Momoko celebró su último concierto en solitario, Tsugunaga Momoko Last Live ♥Arigatou Otomomochi♥ en un lugar al aire libre en Odaiba. Con la graduación de Tsugunaga, el mandato de Hello! Project Kids llega oficialmente a su fin después de exactamente 15 años.

## Discografía y publicaciones

### Single V
- Ganbacchae! / HEY! Mirai (がんばっちゃえ！/HEY!未来) (Junto a Morning Musume, y Maki Goto)

### Photobooks
- Hello! Project Kids Debut 10th Anniversary Berryz Koubou x ℃-ute Crosstalk BOOK RIVAL ~12 Shoujo no 10-nen Monogatari~

## Miembros
- Erika Umeda (梅田 えりか) –  se graduó el 25 de octubre de 2009 para seguir una carrera de modelo
- Saki Shimizu (清水 佐紀) - Exlíder de Berryz Kobo, graduada del 3 de marzo de 2015
- Maimi Yajima (矢島 舞美) –(Exlíder de Hello! Project y °C-ute y graduada de °C-ute el 12 de junio de 2017
- Momoko Tsugunaga (嗣永 桃子) - graduada de Berryz Kobo el 3 de marzo de 2015, Exlíder de Buono! hasta el 22 de abril de 2017 y de Country Girls hasta su graduación oficial el 30 de junio del mismo año.
- Chinami Tokunaga (徳永 千奈美) -- (graduada de Berryz Kobo el 3 de marzo de 2015
- Megumi Murakami (村上 愛) – se retiró el 31 de octubre de 2006 para continuar sus estudios y tener una vida privada.
- Maasa Sudō (須藤 茉麻) -- graduada de Berryz Kobo el 3 de marzo de 2015
- Miyabi Natsuyaki (夏焼 雅)--graduada de Berryz Kobo el 3 de marzo de 2015 y de Buono! el 22 de abril de 2017
- Maiha Ishimura (石村 舞波) – se graduó el 2 de octubre de 2005 para continuar en la escuela la jornada completa.
- Yurina Kumai (熊井 友理奈) --graduada de Berryz Kobo el 3 de marzo de 2015
- Saki Nakajima (中島 早貴) – ( graduada de °C-ute el 12 de junio de 2017)
- Risako Sugaya (菅谷 梨沙子) -- graduada de Berryz Kobo el 3 de marzo de 2015
- Airi Suzuki (鈴木 愛理) – ( graduada de Buono! el 22 de abril de 2017 y de °C-ute el 12 de junio del mismo año)

- Chisato Okai (岡井 千聖) – ( graduada de °C-ute el 12 de junio de 2017)
- Mai Hagiwara (萩原 舞) – ( graduada de °C-ute el 12 de junio de 2017)

## Grupos

### Grupos Principales
- ℃-ute
- Berryz Kobo

### Subgrupos
- 4KIDS (2002–2003)
- Buono! (2007-2017)
- Bello! (2009)
- BeriKyuu (2011-2012)
- Ujicha♥Taishi Maccha's (2011-2014)
- Cat's♥Eye 7 (2012)
- Dia Lady (2013)
- Mellowquad (2013-2016)

### Grupos en los que Aparecen
- ZYX (2003-2004)
- Aa! (2003-2006, 2009-2015)
- H.P. All Stars (2004)
- Sexy Otonajan (2005)
- Kira☆Pika (2007)
- Athena & Robikerottsu (2007-2008)
- High-King (2008-2015)
- Guardians 4 (2009-2010)
- Petitmoni V (2009-2011)
- Tanpopo# (2009-2011)
- Zoku v-u-den (2009-2011)
- ZYX-α (2009-2011)
- Ex-ceed! (2010)
- DIY♡ (2012-2016)
- GREEN FIELDS (2012-2013)
- HI-FIN (2013-2016)
- Triplet (2014-2016)
- Country Girls (2014-2017)